# Nowe przygody Freda i Barniego
Nowe przygody Freda i Barniego (ang. The New Fred and Barney Show) – serial animowany produkcji amerykańskiej z 1979 roku ze studia Hanna-Barbera; jest to spin-off (powstały na bazie) serialu Flintstonowie.

## Obsada
- Henry Corden jako Fred Flintstone
- Mel Blanc jako Barney Rubble, Dino
- Jean Vander Pyl jako Wilma Flintstone, Pebbles Flintstone
- Gay Autterson jako Betty Rubble
- Don Messick jako Bamm-Bamm Rubble
- John Stephenson jako pan Slate

## Spis odcinków
| Nr             | Polski tytuł | Angielski tytuł                        |
| -------------- | ------------ | -------------------------------------- |
|                |              |                                        |
| SERIA PIERWSZA |              |                                        |
|                |              |                                        |
| 01             |              | Sand-Witch                             |
|                |              |                                        |
| 02             |              | Haunted Inheritance                    |
|                |              |                                        |
| 03             |              | Roughin’ It                            |
|                |              |                                        |
| 04             |              | C.B. Buddies                           |
|                |              |                                        |
| 05             |              | Bedrock Rocks                          |
|                |              |                                        |
| 06             |              | Blood Brothers                         |
|                |              |                                        |
| 07             |              | Barney’s Chickens                      |
|                |              |                                        |
| 08             |              | The Butler Did It and Did It Better    |
|                |              |                                        |
| 09             |              | It’s Not Their Bag                     |
|                |              |                                        |
| 10             |              | Barney’s Luck                          |
|                |              |                                        |
| 11             |              | Stoneage Werewolf                      |
|                |              |                                        |
| 12             |              | Fred and Barney Meet the Frankenstones |
|                |              |                                        |
| 13             |              | Physical Fitness Fred                  |
|                |              |                                        |
| 14             |              | Moonlighters                           |
|                |              |                                        |
| 15             |              | Fred Goes to the Houndasaurs           |
|                |              |                                        |
| 16             |              | Dinosaur Country                       |
|                |              |                                        |
| 17             |              | The Bad-Luck Genie                     |
|                |              |                                        |